# Khor Rori

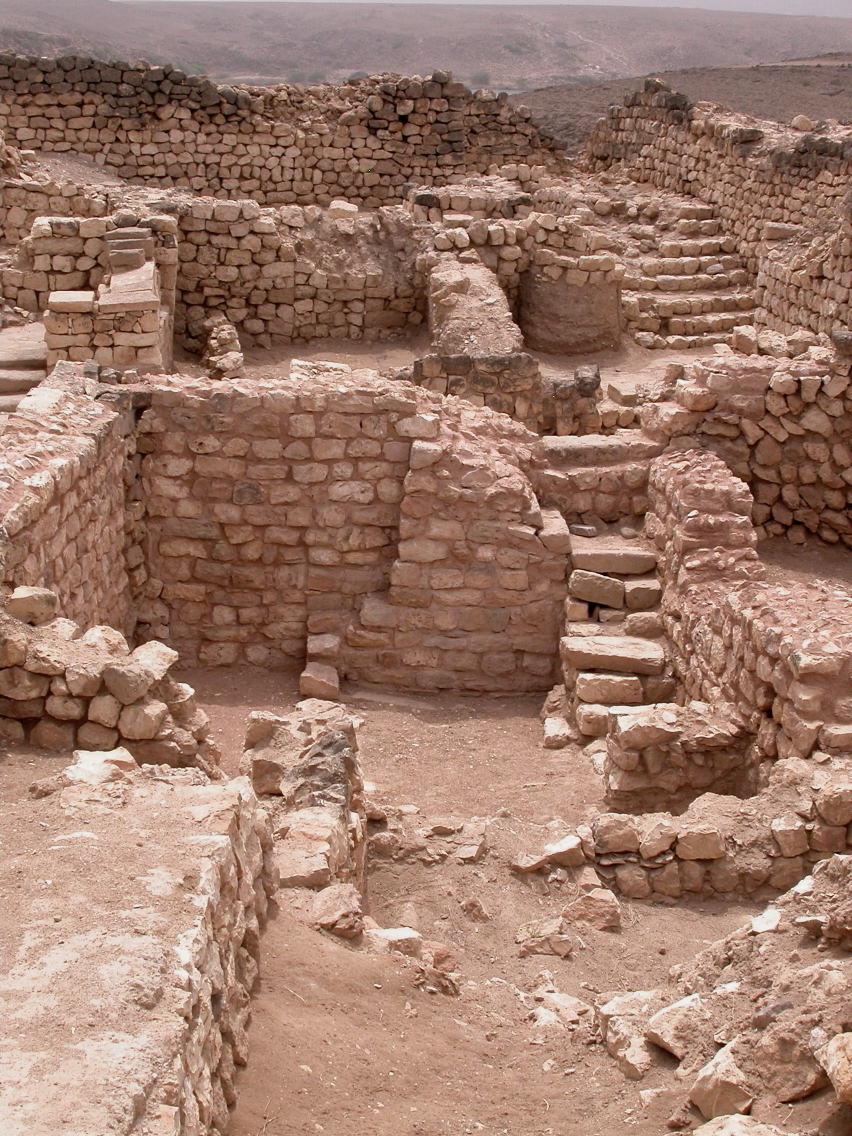
Ruines de Khor Rori

Khor Rori (en arabe : خور روري ; Chawr Rawrī ; DIN 31635 Ḫawr Rawrī ; Hadramite S1m(h)rm Sum(h)arum, Sum(h)uram ou équivalent) est un site archéologique d'une l'ancienne ville d'Arabie du Sud, à environ 40 km à l'est de Salalah dans la région du Dhofar, à Oman, à l'embouchure de l'oued Darbat dans une baie abritée de l'océan Indien. 
Elle peut être identifiée avec le port de Moscha Limen évoqué dans le Périple de la mer Érythrée (§ 32). 
Dans les années 1950, Wendell Phillips et William Foxwell Albright entreprennent des fouilles à Khor Rori, reprises en 1997 par une équipe italienne, avec Alessandra Avanzini, et qui se poursuivent. En 1988, Khor Rori a été ajouté à la liste de l'UNESCO du patrimoine mondial.